# Masafumi Yokoyama
Masafumi Yokoyama (n. 10 aprilie 1956) este un fost fotbalist japonez.

## Statistici
| Japonia | Japonia | Japonia |
| An      | Meciuri | Goluri  |
| ------- | ------- | ------- |
| 1979    | 1       | 0       |
| 1980    | 12      | 2       |
| 1981    | 9       | 6       |
| 1982    | 1       | 0       |
| 1983    | 7       | 2       |
| 1984    | 1       | 0       |
| Total   | 31      | 10      |